# Albugo
Albugo is een geslacht van plantparasitaire oömyceten. Dat zijn geen echte schimmels (Eumycota), hoewel veel discussies over dit organisme het nog steeds als een schimmel behandelen. De taxonomie van dit geslacht is onvolledig, maar verschillende soorten zijn plantpathogenen. Albugo is een van de drie geslachten die momenteel worden beschreven in de familie Albuginaceae, de taxonomie van veel soorten is nog steeds in beweging. Dit organisme veroorzaakt witte roest of witte blaarziekten in bovengrondse plantenweefsels. Hoewel deze organismen veel soorten planten aantasten, is het destructieve aspect van infectie beperkt tot enkele landbouwgewassen, waaronder bieten (tuin en suiker), spruitjes, kool, Chinese kool, bloemkool, collards, tuinkers, boerenkool, sla, mosterd, pastinaak, radijs, mierikswortel, raapzaad, schorseneren (zwart of wit), spinazie, zoete aardappelen, rapen, waterkers en misschien waterspinazie.

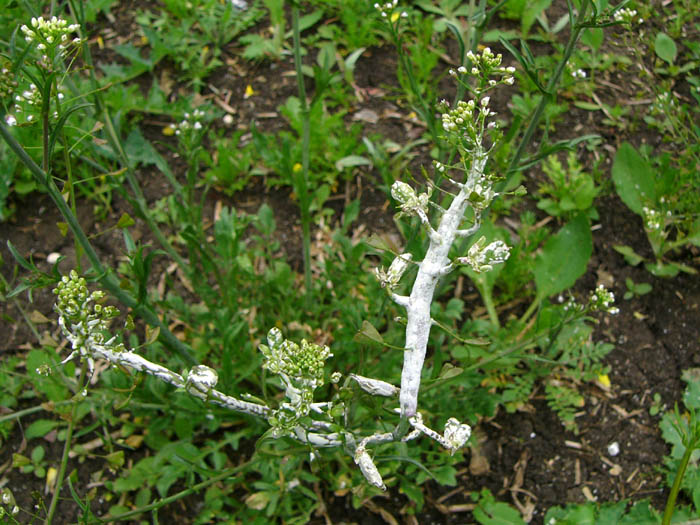
Albugo candida

## Samenvatting
Plantenziekten met witte roest, veroorzaakt door schimmelachtige ziekteverwekkers van Albugo, moeten niet worden verward met witte pijnboomblaarroest, witte roest van chrysant of andere schimmelroest, die allemaal ook plantenziekten zijn, maar totaal verschillende symptomen en oorzakelijke pathogenen hebben. Symptomen van witte roest veroorzaakt door Albugo zijn meestal gele laesies op het bovenste bladoppervlak en witte puisten aan de onderkant van het blad. De ziekteverwekker wordt verspreid door wind, water en insecten. Beheer omvat het gebruik van resistente cultivars, goede irrigatiepraktijken, vruchtwisseling, sanitaire voorzieningen en chemische bestrijding. Witte roest is een belangrijke economische ziekte, die ernstige oogstverliezen veroorzaakt als deze niet onder controle wordt gehouden.

## Gastheren en symptomen
Witte roestpathogenen creëren chlorotische (vergeelde) laesies en soms gallen op het bovenste bladoppervlak en er zijn overeenkomstige witte blaarachtige verspreidende puisten van sporangia aan de onderzijde van het blad. Soorten van de Albuginaceae vervormen de takken en bloemdelen van veel gastheersoorten. Gastheersoorten omvatten de meeste, zo niet alle planten in de familie Brassicaceae, gewone landbouwonkruiden en de hieronder gespecificeerde planten.

## Ziekte cyclus
Witte roest is een obligate parasiet. Dit betekent dat het een levende gastheer nodig heeft om te groeien en zich voort te planten. De Albuginaceae planten zich voort door zowel seksuele sporen (oösporen genaamd) als aseksuele sporen (sporangia genoemd) te produceren in een veelstadia (polycyclische) ziektecyclus. De dikwandige oösporen zijn de belangrijkste overwinteringsstructuren, maar het mycelium kan ook overleven in omstandigheden, waarin al het plantmateriaal in de winter niet wordt vernietigd. In het voorjaar ontkiemen de oösporen en produceren sporangia op korte stengels (sporangioforen), die zo dicht opeengepakt in het blad komen, dat ze de epidermis scheuren en als gevolg daarvan door de wind worden verspreid. De vrijgemaakte sporangia kunnen op hun beurt ofwel direct ontkiemen met een kiembuis of beginnen met het produceren van biflagellate beweeglijke zoösporen. Deze zoösporen zwemmen vervolgens in een film van water naar een geschikte plek en elk produceert een kiembuis - zoals die van het sporangium - die de stoma binnendringt. Wanneer de oomyceet met succes de waardplant is binnengedrongen, groeit hij en blijft hij zich voortplanten.

## Milieu
Gunstige omstandigheden voor de verspreiding en de daaruit voortvloeiende infectie van witte roest van zieke tot gezonde planten komen het meest voor in de herfst en lente. Deze ziekteverwekker geeft de voorkeur aan koele, vochtige omstandigheden voor de verspreiding en vorming van nieuwe infecties. Omgekeerd infecteert het zelden in warme, droge omstandigheden. Albugo is zeer temperatuurgevoelig, met een optimaal temperatuurbereik voor infectie tussen 55 en 77° F (13 tot 25° C). De kans op kieming en infectie is aanzienlijk lager als de temperatuur te ver buiten dit optimale bereik afwijkt. Lichte regen of langdurige irrigatie is ook ideaal voor de ontwikkeling van ziekten. Bladoppervlakken moeten minimaal 2 tot 3 uur nat blijven om infectie door de ziekteverwekker te garanderen. Witte roest komt wereldwijd voor en is in staat om verschillende weersomstandigheden te overleven dankzij de productie van meerdere soorten sporen.

## Beheer
Het bestrijden van witte roest is erg moeilijk vanwege de aard van de ziekteverwekker Albugo. De controlemethode is afgestemd op specifieke gewassen en productiesystemen. Daarom is identificatie van specifieke gastheren (gewassen en mogelijk onkruid) nodig om het bereik en de locatie van bestrijdingsmethoden te bepalen. Albugo prolifereert in natte en vochtige omstandigheden, dus beweging door geïnfecteerde velden moet worden beperkt na rijping van de sporen onder deze omstandigheden om verspreiding te beperken. Het minimaliseren van irrigatie in koele en vochtige seizoenen en het elimineren van windschermen om het blad sneller te laten drogen, kan nuttig zijn. Wanneer een infectie wordt herkend, moet systemisch geïnfecteerd plantmateriaal (inclusief geruimde gewassen) volledig worden verwijderd en vernietigd. Velden moeten elke 7–14 dagen worden geïnspecteerd om extra materiaal te verwijderen en de verspreiding te controleren. Bij wortelgewassen zal het verwijderen van geïnfecteerd blad door maaien of ploegen voorafgaand aan de oogst de verspreiding van de ziekteverwekker tijdens de oogst beperken. Alle gevoelige planten of onkruid moeten worden gemaaid of verwijderd om verspreiding te verminderen.
Zowel conventionele als biologische fungiciden zijn beschikbaar en kunnen worden gebruikt om verspreiding en opbrengstverliezen tijdens de lente, vroege zomer en herfst op gewassen en vatbare naburige planten te beperken. Elk van de 17 specifieke rassen van de witte roestpathogeen treft verschillende planten, dus monitoring is zo veel mogelijk essentieel om overmatig gebruik en kosten van fungicidebehandelingen te beperken. Veel voorkomende OMRI-fungiciden zijn onder meer zwavel, koperoxide, rozemarijnolie en azadirachtineproducten. Veel voorkomende conventionele fungiciden zijn onder meer mefenoxam en fosetyl-aluminiumproducten. Er zijn enkele resistente en gedeeltelijk resistente rassen die nodig zijn in landschappen waar witte roest aanwezig is. Het langdurig aanhouden van witte roest in velden is niet bij alle gewassen of in alle staten een probleem, niet-gevoelige vruchtwisseling in besmette velden gedurende ten minste drie jaar wordt echter algemeen aanbevolen om de vestiging en bredere verspreiding van deze ziekteverwekker uit plantenresten, aarde en overblijvend wortelmateriaal te beperken. Deze ziekteverwekker kan de levensvatbare productie van vatbare gewassen op specifieke velden voor onbepaalde tijd elimineren als de infectie gedurende vele jaren wijdverspreid is.

## Belang
Witte roest kan een verwoestende ziekte zijn voor veel belangrijke landbouwgewassen over de hele wereld. Wereldwijd zijn zeventien rassen van witte roest geïdentificeerd, elk met een hoog niveau van gastheerspecificiteit. Witte roest is een economisch belangrijke bladziekte die aanzienlijke opbrengstverliezen en uiteindelijk de dood van verschillende gewassen veroorzaakt. Opbrengstverliezen tot 20 procent zijn opgetekend in koolzaadvelden en witte roest wordt beschouwd als de belangrijkste bladziekte van Brassicaceae-soorten in Australië.

## Soorten
- Albugo candida
- Albugo capparidis
- Albugo capparis
- Albugo caryophyllacearum
- Albugo chardoni
- Albugo evolvuli
- Albugo gomphrenae
- Albugo hesleri
- Albugo hohenheimia
- Albugo ipomoeae-panduratae
- Albugo laibachii
- Albugo leimonios
- Albugo lepidii
- Albugo lepigoni
- Albugo mauginii
- Albugo occidentalis
- Albugo resedae
- Albugo rorippae
- Albugo trianthemae
- Albugo tropica